# صیدا (سوریه)
صیدا (عربی: صَيْدَا، آوانگاری: Ṣaydā) روستایی در جنوب سوریه است.